# Bulbophyllum mischobulbon
Bulbophyllum mischobulbon là một loài phong lan thuộc chi Bulbophyllum.